# Lucien Brun
Pour les articles homonymes, voir Brun.
Lucien-Henri-Louis Brun (2 juin 1822 à Gex - 28 novembre 1898 à Paris), est un avocat et homme politique français.

## Biographie
Lucien Brun se fit recevoir, à la Faculté de Paris, avocat et docteur en droit, puis s'inscrivit au barreau de Lyon ; ses opinions politiques et religieuses ne tardèrent pas à lui conquérir une situation considérable et une belle clientèle dans la société aristocratique lyonnaise ; il devint bâtonnier de son ordre. 
Les élections du 8 février 1871 l'appelèrent au Parlement. Élu représentant de l'Ain à l'Assemblée nationale, il alla siéger à droite : le réel talent qu'il montra dans plus d'une circonstance en fit bientôt un des chefs du parti monarchiste et catholique.
Doué d'une grande facilité de parole, il monta souvent à la tribune dans les discussions politiques. Il parla notamment sur la proposition Ravinel tendant à transférer définitivement à Versailles auprès de l'Assemblée nationale, toutes les administrations publiques. Le retour du gouvernement à Paris n'eut pas d'adversaire plus déclaré que Lucien Brun, qui déclara que le pays avait donné mandat exprès à ses représentants de se prononcer comme il le faisait. Brun intervint encore dans la discussion de la loi sur les conseils généraux. 
Alors que l'accession au trône du « comte de Chambord » semble possible voire probable, on dit de lui qu'il pourrait devenir le président du conseil des ministres. Le prince lui annonce que la restauration faite, il s'installerait à Versailles. En novembre 1871, il rapporte au « comte de Chambord » que le préfet de police Léon Renault déclare qu'avec cent mille francs, il couvrira Paris de drapeaux blancs. 

La commission des Trente présidée par Batbie, en mars 1874, réunie dans une des salles du Musée de Versailles, d'après un dessin de G. Janet et un croquis de Pelcoq gravure Amédée Daudenarde.

Lucien Brun fut un des agents les plus actifs des tentatives de restauration monarchique qui marquèrent l'année 1873. Au mois d'octobre, il se rendit à Salzbourg, avec Chesnelong, auprès du « comte de Chambord », pour lui offrir le trône de France et lui demander soit adhésion au programme politique élaboré par la droite. Il fit partie de la seconde commission des Trente, et s'y prononça contre le suffrage universel. Légitimiste convaincu, il soutint une interpellation relative à la suspension du journal L'Union pour publication du manifeste du « comte de Chambord », et signa, le 15 juin 1874, la proposition en faveur du rétablissement de la monarchie.
Il combattit la Constitution du 25 février 1875 ; la loi votée en juillet de la même année, par l'Assemblée nationale sur la « liberté de l'enseignement supérieur » eut toute son approbation. Après la session, Lucien Brun déclina la candidature dans le département de l'Ain, et reprit sa place au barreau de Lyon, en même temps qu'il devenait professeur à l'Université catholique de cette ville. 
C'est comme sénateur inamovible, élu le 16 novembre 1877, qu'il fit sa rentrée au Parlement. Depuis lors, Lucien Brun a siégé à l'extrême droite de la Chambre haute, et s'est associé à tous ses votes. Il a présenté et développé plusieurs interpellations sur la politique religieuse du gouvernement républicain, a combattu par ses discours et par ses votes chacun des projets de loi sur l'enseignement, dus à l'initiative gouvernementale, s'est prononcé avec force contre l'article 7 et « l'application des lois existantes » aux congrégations, puis contre la formule nouvelle du serment judiciaire, contre l'expulsion des princes, contre la réforme de la magistrature, contre le rétablissement du divorce, contre la nouvelle loi militaire, etc. Il a voté notamment, dans les derniers temps de la législature : contre le rétablissement du scrutin uninominal (13 février 1889), contre le projet de loi Lisbonne restrictif de la liberté de la presse (18 février) ; il était absent par congé (29 mars) lors du scrutin sur la procédure à suivre devant le Sénat pour juger les attentats commis contre la sûreté de l’État (affaire du général Boulanger).
Défenseur des droits de Dieu (en opposition avec les droits de l'homme), il est attaché au pouvoir temporel du Pape et soutient la thèse du pouvoir direct de l'Église. Il reste prudent sur le terrain social où il se réfère à Frédéric Le Play. S'il n'est pas étranger à l'Œuvre des cercles, il s'en éloigne par crainte du « Dieu-État » intervenant dans les questions du travail. Il approuve Mgr Freppel et adhère à la Société catholique d'économie politique et sociale créée par le prélat. Ses quatre fils adoptent le patronyme Lucien-Brun en 1900 et poursuivent son œuvre.

## Publications
- L'enseignement du droit dans les facultés catholiques (1876-1877)
- Introduction à l'étude du droit (1887)
- La politique des expédients et la politique des principes (1881)